# Chionobathyscus
Chionobathyscus is een monotypisch geslacht van straalvinnige vissen uit de familie van krokodilijsvissen (Channichthyidae).

## Soort
- Chionobathyscus dewitti (Andriashev & Neyelov, 1978)